# Dörpling
Dörpling település Németországban, Schleswig-Holstein tartományban. Lakosainak száma 659 fő (2023. december 31.).

## Népesség
A település népességének változása:
| Lakosok száma | 556  | 601  | 602  | 624  | 646  | 649  | 659  |
|               | 1975 | 2014 | 2017 | 2019 | 2021 | 2022 | 2023 |